# シルク (2007年の映画)
『シルク』（Silk）は、2007年の日本・カナダ・フランス・イタリア・イギリスのドラマ映画。監督はフランソワ・ジラール、出演はマイケル・ピットとキーラ・ナイトレイなど。アレッサンドロ・バリッコによる小説『絹』を原作としている。日本では2008年1月19日にアスミック・エースの配給により公開された他、8カ国で上映された。日本人もメインキャスト以外に多数出演している。

## ストーリー
19世紀のフランス、兵役を終えて故郷の村に帰ってきた青年・エルヴェは、美しい小学校教師・エレーヌと恋に落ち、結婚する。村ではバルダビューが経営する製糸工場が主力の産業だったが、蚕に流行病が発生し、製糸工場の先行きが怪しくなってくる。エルヴェは一攫千金を目論み、バルダビューの「極東の国・日本へ行って蚕の卵を買い付けてくる」という危険な仕事を請け負う。真冬、フランスから鉄道を乗り継いでロシア、そしてキエフからは橇を乗り継ぎ、ウラジオストクからは密航船で酒田に上陸、さらに身分を隠して信濃国の某所・原十兵衛なる謎の人物が支配する村に乗り込む。そこで謎の美女に出会ったエルヴェは強烈な衝撃を受ける。
日本への蚕の卵の買い付けを成功させたエルヴェは莫大な富を得、再び危険を冒して日本へ向かおうとする。真の目的は謎の美女に再会することであった。しかしその後、エルヴェ夫婦の間には微妙な風が吹くようになってくるのであった。

## キャスト
※括弧内は日本語吹替
- エルヴェ - マイケル・ピット（内田夕夜）
- エレーヌ - キーラ・ナイトレイ（弓場沙織）
- 原十兵衛 - 役所広司
- 少女 - 芦名星
- マダム・ブランシュ - 中谷美紀
- パルダビュー - アルフレッド・モリーナ（稲葉実）
- 右門 - 國村隼
- 少年 - 本郷奏多
- ジョーンクール町長 - ケネス・ウェルシュ
- ルドヴィック - マーク・レンドール
- 貿易商 - カラム・キース・レニー

## スタッフ
- 監督 - フランソワ・ジラール
- エグセクティブプロデューサー - アレッサンドロ・バリッコ、ジョナサン・デビン、石井晃、パトリス・セロー
- プロデューサー - ニヴ・フィックマン、ドメニコ・プロカッチ
- 脚本 - フランソワ・ジラール、マイケル・ゴールディング
- 撮影 - アラン・ドスティエ
- 音楽 - 坂本龍一
- 美術 - 小川富美夫
- 衣装 - 黒澤和子、カルロ・ポジオリ

## 作品の評価
Rotten Tomatoesによれば、批評家の一致した見解は「『シルク』はシンプルな三角関係の物語だが、フランソワ・ジラール監督はそれをダラダラと間延びした退屈な芸術映画にするために骨の折れる努力をしている。」であり、55件の評論のうち高評価は7%にあたる4件で、平均して10点満点中3.79点を得ている。